# Пиану де Жос (Алба)
Пиану де Жос (рум. Pianu de Jos) насеље је у Румунији у округу Алба у општини Пиану. Општина се налази на надморској висини од 267 m.

## Историја
Према државном шематизму православног клира Угарске 1846. године ту је живело 460 православних породица. Било је више православних свештеника: поп Симеон Труфас, поп Георгије Панца и поп Јован Поповић. Парох Поповић је порумуњени Србин, остатак некадашње велике насебине Срба избеглих из Баната, након пропасти српског устанка 1594. године.

## Становништво
Према подацима из 2002. године у насељу је живело 1143 становника.

### Попис2002.
| Расподела становништва по националности 2002.‍ | Расподела становништва по националности 2002.‍ | Расподела становништва по националности 2002.‍ | Расподела становништва по националности 2002.‍ | Расподела становништва по националности 2002.‍ |
| --------------------------------------------- | --------------------------------------------- | --------------------------------------------- | --------------------------------------------- | --------------------------------------------- |
|                                               |                                               |                                               |                                               |                                               |
| Румуни                                        | Румуни                                        |                                               | 1.102                                         | 96,4%                                         |
| Мађари                                        | Мађари                                        |                                               | 5                                             | 0,4%                                          |
| Роми                                          | Роми                                          |                                               | 12                                            | 1,0%                                          |
| Немци                                         | Немци                                         |                                               | 24                                            | 2,1%                                          |